# Walter Bertolazzo
Walter Bertolazzo (Mogi Mirim, 6 de setembro de 1928 – 11 de julho de 1993) foi um médico brasileiro.
Graduado em medicina pela Faculdade de Medicina e Ciências Médicas do Estado do Guanabara em 1955. Foi eleito membro da Academia Nacional de Medicina em 1988, sucedendo Carlos Cruz Lima na Cadeira 81, que tem Eduardo Chapot Prévost como patrono.